# Ellscheid
Ellscheid település Németországban, Rajna-vidék-Pfalz tartományban. Lakosainak száma 305 fő (2023. december 31.).

## Népesség
A település népességének változása:
| Lakosok száma | 279  | 267  | 274  | 270  | 300  | 305  |
|               | 1975 | 2017 | 2019 | 2021 | 2022 | 2023 |